# Каплунов Олександр Миколайович
Олександр Миколайович Каплунов — старший сержант Збройних Сил України, учасник російсько-української війни, що загинув у ході російського вторгнення в Україну в 2022 році.

## Життєпис
Олександр Каплунов народився 1983 року в селі Злинка (з 2020 року — Злинської сільської громади) Новоукраїнського району Кіровоградської області. Закінчив Злинську школу № 2. Був учасником Революції гідності. З Майдану добровольцем вступив до 12-го батальйону територіальної оборони міста Київ, брав участь у війні на сході України у Щасті Луганської області. Згодом був переведений до 26-ї окремої артилерійської бригади у місті Бердичів Житомирської області. У 2015 році звільнився в запас та переїхав на проживання до Києва. З початком повномасштабного російського вторгнення в Україну добровільно став на захист України у складі десантно-штурмової бригади. Загинув 26 березня 2022 року в тяжких боях під Києвом. Поховали Олександра Миколайовича у столиці. 3 вересня в Києві сину загиблого Олександра Каплунова — Петру — вручили орден «За мужність», яким нагороджено його батька посмертно.

## Нагороди
- Орден «За мужність» III ступеня (2022, посмертно) — за особисту мужність і самовіддані дії, виявлені у захисті державного суверенітету та територіальної цілісності України, вірність військовій присязі[4].